# Simandre-sur-Suran
Simandre-sur-Suran è un comune francese di 669 abitanti situato nel dipartimento dell'Ain della regione dell'Alvernia-Rodano-Alpi.

## Società

### Evoluzione demografica
Abitanti censiti